# Pleurotomarioidea
Pleurotomarioidea is een superfamilie van zeeslakken binnen de onderklasse van de Vetigastropoda. De superfamilie werd in de 19e eeuw beschreven door William Swainson.

## Taxonomie
De superfamilie Pleurotomarioidea kent de volgende families.
- Catantostomatidae Wenz, 1938 †
- Kittlidiscidae Cox, 1960 †
- Phymatopleuridae Batten, 1956 †
- Pleurotomariidae Swainson, 1840
- Polytremariidae Wenz, 1938 †
- Portlockiellidae Batten, 1956 †
- Rhaphischismatidae Knight, 1956 †
- Trochotomidae Cox, 1960 †
- Zygitidae Cox, 1960 †